# Светличный, Роман Петрович
Рома́н Петрович Светли́чный (укр. Роман Петрович Світличний; род. 4 января 1986, Волчанск, Харьковская область) — украинский футболист, полузащитник

## Биография
Воспитанник волчанской спортшколы. Летом 2004 года перешёл в харьковский «Металлист». В Высшей лиге дебютировал 16 июня 2005 года в матче против днепропетровского «Днепра» (0:2), Светличный вышел на 85 минуте вместо Константина Ярошенко. Вторую и последнею игру за «Металлист» в чемпионате Украины провёл 17 июня 2007 года также в матче против днепропетровского «Днепра» (0:2). Летом 2008 года перешёл в «Крымтеплицу» из Молодёжного, на правах аренды. В феврале 2009 года стал полноценным игроком «Крымтеплицы». Летом 2009 года перешёл в молдавскую «Искру-Сталь». В чемпионате Молдавии дебютировал 29 июля 2009 года в выездном матче против «Зимбру» (3:1).С 2015 года Роман Светличный провёл сезон, играя в ФК «Волчанск» в первенстве Харьковской области среди любительских команд. 2016 год провёл на Мальдивах в клубе «Грин Стритс». Зимой 2017 года он подписал контракт с клубом Первой лиги «Ингулец».